# Dialetto dell'alto Prespa
Il dialetto dell'alto Prespa (macedone: Горнопреспански дијалект, Gornoprespanski dijalekt) è un membro del sottogruppo occidentale del gruppo occidentale dei dialetti della lingua macedone.
Tale dialetto è parlato nel paese di Resen e nelle aree limitrofe.
Il dialetto Prespa superiore è molto simile al dialetto del basso Prespa e al dialetto Ohrid.